# Frankfurter Kranz

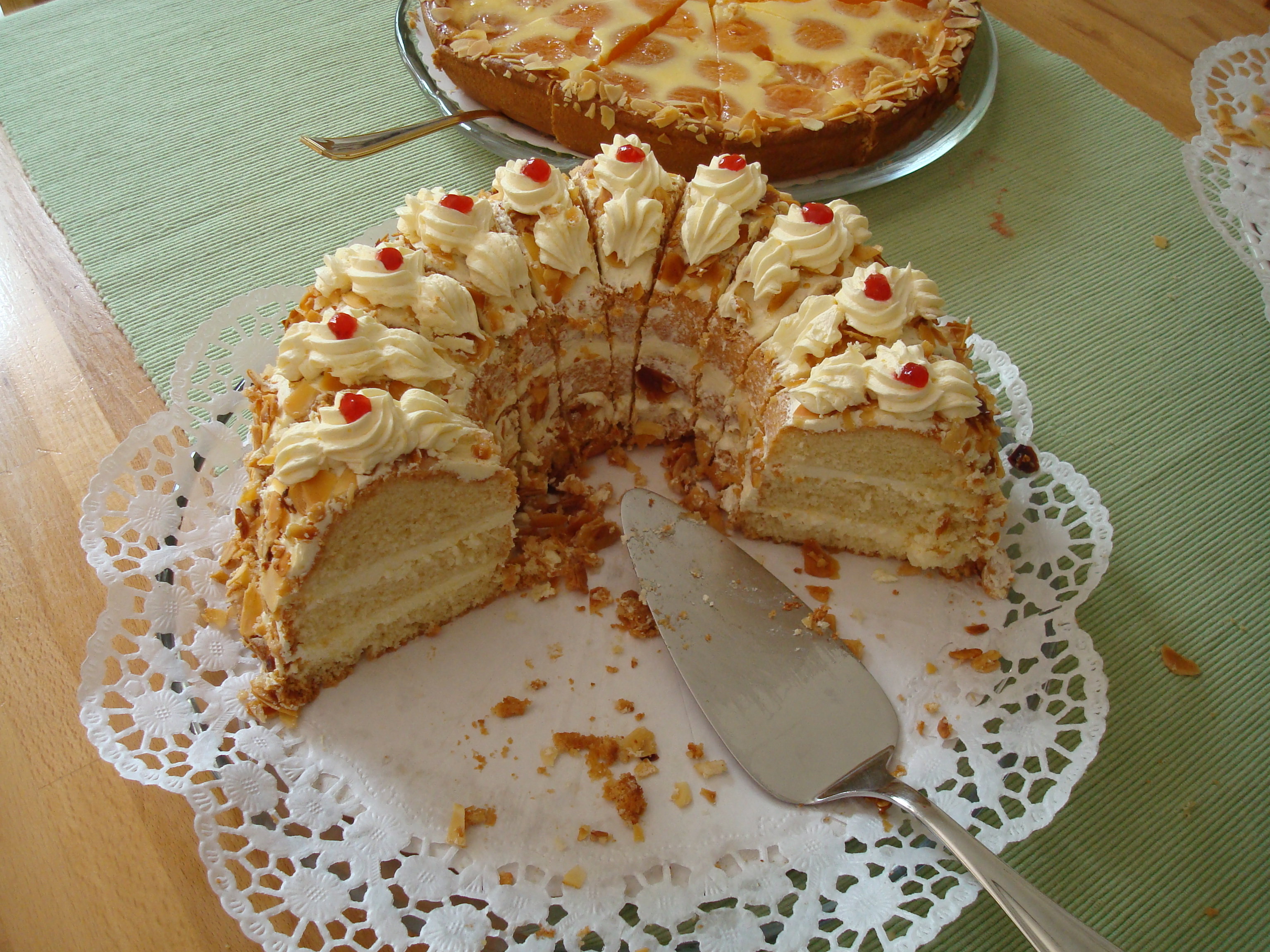
Frankfurter Kranz

Der Frankfurter Kranz ist eine ringförmige Buttercremetorte. Er besteht aus mehreren Böden aus Sand-, Wiener- oder Biskuitmasse, ist mit Buttercreme gefüllt und bestrichen und mit Krokant eingestreut.

## Geschichte
Der Frankfurter Kranz ist mit seiner runden Form und der Hülle aus Krokant das Abbild einer Krone der deutschen Kaiser, die an Frankfurt am Main als Krönungstätte erinnern soll. Hinzu kommen die Belegkirschen, welche Rubine symbolisieren. Kreiert wurde er um 1735, das älteste erhaltene Rezept stammt vom Anfang des 20. Jahrhunderts.
Im englischen Sprachraum wird die Torte daher auch Frankfurt Crown Cake, also Frankfurter Kronen-Kuchen genannt, während sie im Französischen als Couronne de Francfort, Frankfurter Krone bekannt ist.

## Zusammensetzung

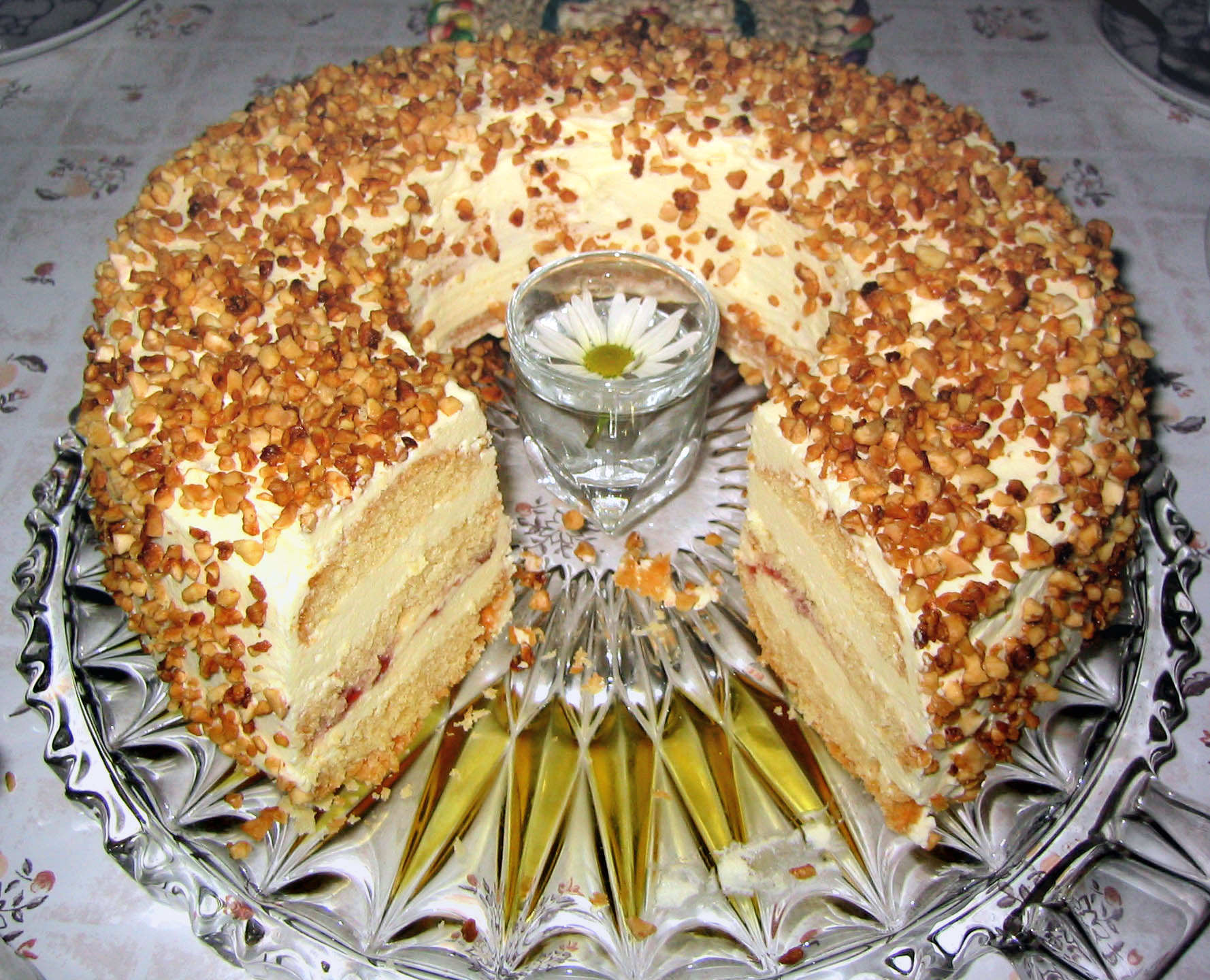
Frankfurter Kranz ohne Garnierung

Nach dem Deutschen Lebensmittelbuch ist der Frankfurter Kranz eine kranzförmige Torte aus mehreren Lagen von Boden und Buttercremefüllung, wird außerdem oben und seitlich mit Buttercreme bestrichen und mit einem Krokant aus Mandeln, Haselnüssen oder Walnüssen bestreut.
Die Füllung kann um Konfitüre oder Gelee ergänzt werden, üblich ist außerdem eine Garnierung aus aufgespritzten Buttercremetupfen und Belegkirschen. Gelegentlich wird die Torte geeist angeboten.
Frankfurter Kranz gilt als Spitzenerzeugnis der Konditorei, und daher darf der Konsument erwarten, dass die Torte, wenn nicht anders gekennzeichnet, tatsächlich echte Buttercreme enthält. Verwendet der Konditor stattdessen Fettcreme auf Margarinebasis, dann mindert dies den Wert gegenüber der Verkehrsauffassung erheblich im Sinne des § 11 (2) Nr. 2 b LFGB und muss daher dem Käufer kenntlich gemacht werden – dies jedenfalls entschied das Oberlandesgericht Koblenz in einem Fall 1984 (noch vor Erscheinen der Leitsätze für Feine Backwaren – damals noch in Bezug auf § 17 (1) Nr. 2 b LMBG).
Wie bei einer Buttercremetorte zu erwarten, ist der Brennwert hoch. In der Literatur sind beispielsweise 1339 kJ (316 kcal) auf 100 g angegeben.